# Vuelo 571 de Sabena
El vuelo 571 de Sabena fue un vuelo regular entre Viena y Tel Aviv operado por la aerolínea de bandera belga Sabena. El 8 de mayo de 1972, el avión, un Boeing 707 que hacía la ruta bajo el mando del capitán Reginald Levy, fue secuestrado en pleno vuelo por cuatro terroristas de la organización Septiembre Negro para luego aterrizar en el Aeropuerto de Lod (en la actualidad conocido como Aeropuerto Internacional Ben Gurión), su destino previsto.
El secuestro fue planeado por Ali Hassan Salameh y llevado a cabo por un grupo de dos hombres y dos mujeres, armados con pistolas y liderados por Ali Taha. Veinte minutos después de despegar de Viena, los secuestradores intentaron irrumpir en la cabina de mando. El capitán Levy se dirigió al pasaje con las palabras "como podéis ver, tenemos amigos a bordo". Para intentar mantener la calma y ganar tiempo, el capitán Levy habló con los secuestradores de diversos temas instrascendentes, desde navegación a sexo. La esposa de Levy estaba entre el pasaje del avión, hecho que desconocían los secuestradores.
Poco después de tomar el control del avión, los secuestradores separaron a los rehenes judíos de aquellos que no lo eran, llevándoles a la parte trasera de la aeronave. Los secuestradores demandaron la liberación de 315 presos palestinos encarcelados por Israel juzgados por terrorismo, amenazando con hacer explosionar el avión con todos sus ocupantes si no se cumplían sus demandas. El capitán, al escuchar a los terroristas llorar y despedirse entre ellos, consiguió pedir ayuda. El ministro de Defensa Moshe Dayan inició negociaciones con los terroristas al tiempo que diseñaba una operación de rescate, con el nombre en clave "Operación Isótopo".
El 9 de mayo de 1972, a las 4:00 p. m. se inició la operación de rescate: un equipo de 16 comandos de la unidad de élite Sayeret Matkal, liderados por Ehud Barak y entre los cuales se encontraba también Benjamin Netanyahu (ambos futuros primeros ministros de Israel), se aproximaron al avión haciéndose pasar por técnicos con uniformes blancos y convenciendo a los terroristas de que la aeronave necesitaba ser reparada. El comando israelí asaltó el avión y se hizo con su control en diez minutos, matando a los dos secuestradores varones y capturando a las dos mujeres. Todos los secuestrados fueron liberados. Sin embargo tres pasajeros resultaron heridos y uno de ellos falleció después. Netanyahu también resultó herido en la operación de rescate al recibir un disparo en el hombro. Las dos secuestradoras de Septiembre Negro fueron sentenciadas posteriormente a cadena perpetua, aunque fueron liberadas tras la Guerra del Líbano de 1982 como parte de un intercambio de prisioneros.
El avión en el que se desarrolló el secuestro continuó operando con Sabena otros cinco años para después ser adquirido por Israel Aircraft Industries y finalmente vendido a la Fuerza Aérea de Israel que lo utilizó para misiones de inteligencia. Actualmente se encuentra almacenado.
El capitán británico del vuelo 571 de Sabena, Reginald Levy, era un veterano de la Royal Air Force que participó en misiones de bombardeo sobre Alemania durante la Segunda Guerra Mundial y que fue laureado con la Cruz de Vuelo Distinguido. Ingresó en Sabena en 1952 y se retiró en 1982. Murió víctima de cáncer el 1 de agosto de 2010 en Dover. El secuestro coincidió con su 50 cumpleaños.

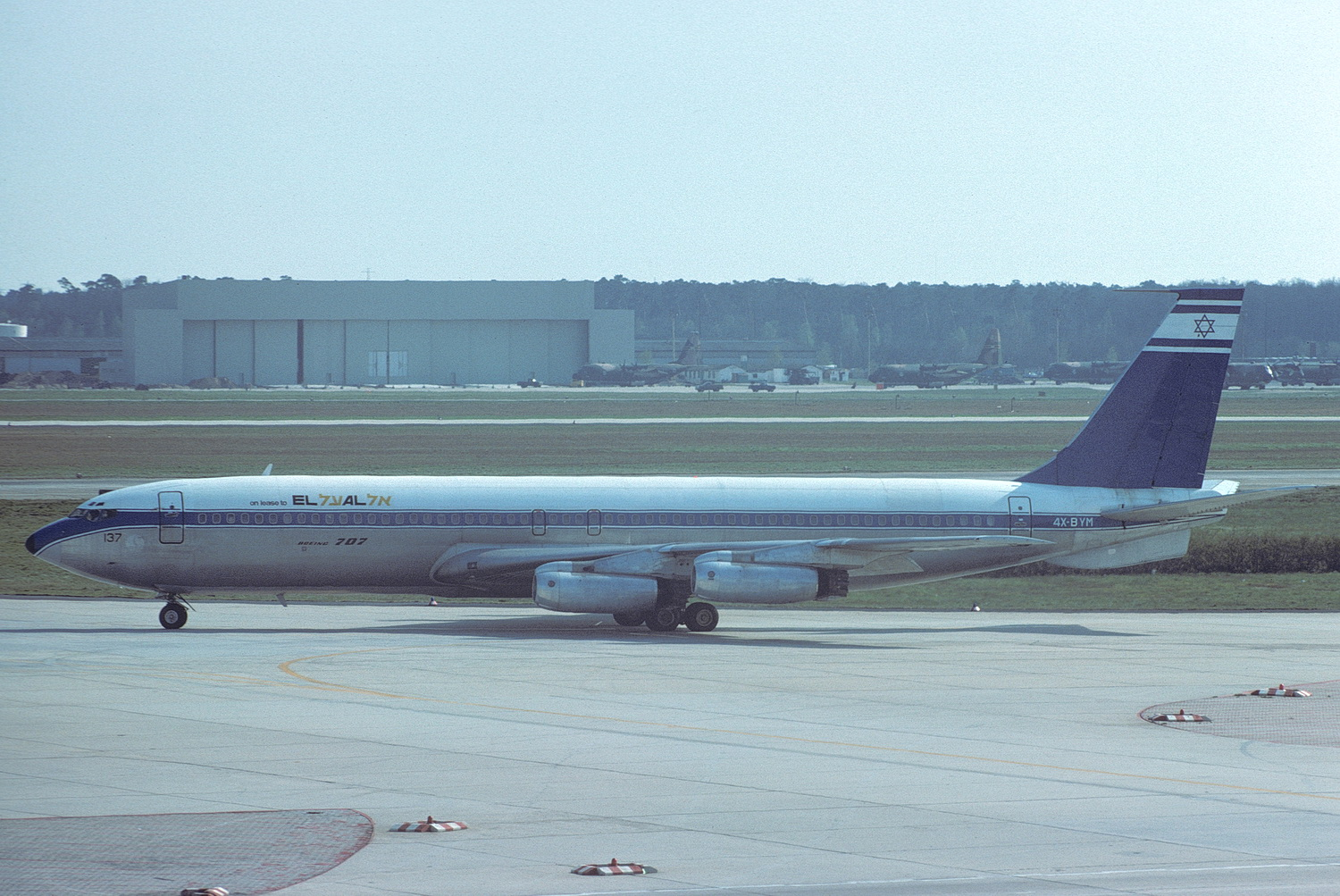
El avión involucrado en el secuestro fotografiado en abril de 1977 siendo operado por El Al, 6 meses antes de que fuera arrendado a la Fuerza Aérea Israelí.